# Argostemma diversifolium
Argostemma diversifolium är en måreväxtart som beskrevs av Henry Nicholas Ridley. Argostemma diversifolium ingår i släktet Argostemma och familjen måreväxter. Inga underarter finns listade i Catalogue of Life.